# Guldensporenslag

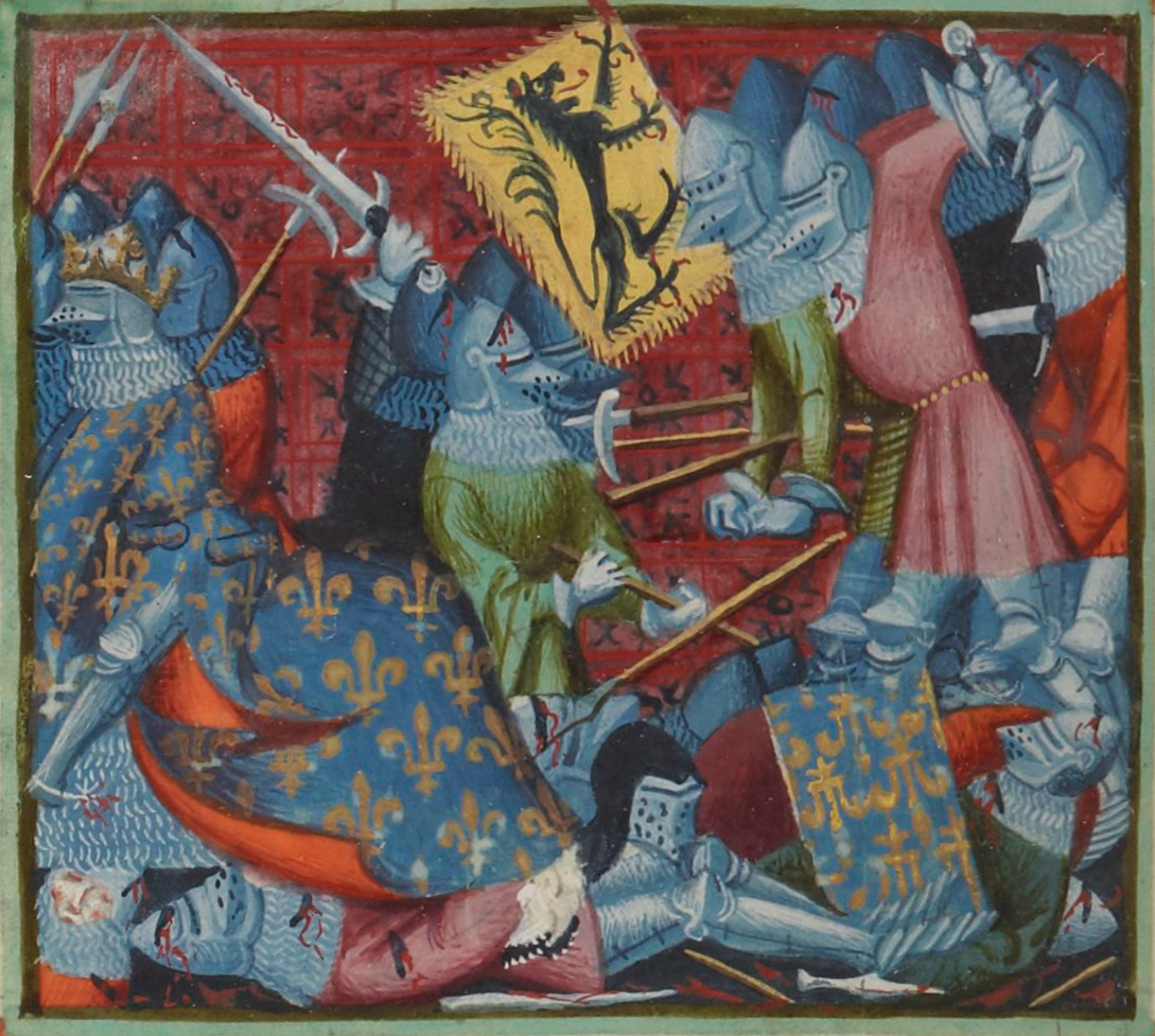
Vlaamse voetsoldaten doen de Franse cavalerie in chaos wijken. Miniatuur uit de Grandes Chroniques de France, ca. 1390-1401.

De Guldensporenslag of de Slag bij Kortrijk is een veldslag die plaatsvond op 11 juli 1302 te Kortrijk. De slag was het gevolg van de Vlaamse Opstand, een conflict tussen het graafschap Vlaanderen en het Franse koninkrijk.
De slag was in militair opzicht opmerkelijk, omdat een leger bestaande uit ambachtslieden een ridderleger versloeg. Vandaag wordt de Guldensporenslag herdacht bij de Vlaamse feestdag.

## Aanleiding

### Politiek conflict
Het graafschap Vlaanderen was hiërarchisch een onderdeel van het koninkrijk Frankrijk, maar het graafschap en de Vlaamse steden genoten een autonome status. Zo ontvingen de drie grote Vlaamse steden Brugge, Gent en Ieper al in de 12de eeuw hun stadsrechten. Deze stadsrechten waren privileges verleend door de Franse koning zodat zij een autonomer koers konden varen, in strijd met het gangbare feodaal systeem. Op economisch vlak was het graafschap Vlaanderen de rijkste regio van het Franse koninkrijk, voornamelijk door de lakenindustrie en de hoge bevolkingsgroei. Ook kwam dit door de economische verwevenheid met Engeland dat wol uitvoerde naar het graafschap Vlaanderen.
Aan het einde van de 13de eeuw was koning Filips IV van Frankrijk in oorlog met koning Eduard I van Engeland. Hierdoor kozen de Vlaamse steden de kant van de Engelsen. Graaf Gwijde van Dampierre liet zijn dochter Filippa van Vlaanderen huwen met de Engelse koning. Zowel de Vlaamse graaf en zijn dochter werden gevangengenomen door Filips, maar kwam uiteindelijk vrij in 1297 en zegde zijn leenheerschap bij de Franse koning op. Hierop viel Frankrijk Vlaanderen binnen, waardoor de Vlaamse steden in Franse handen vielen. Eduard I van Engeland zond hulptroepen om Vlaanderen bij te staan. Maar in 1298 onderhandelden Engeland en Frankrijk een vredesakkoord en werd een wapenstilstand ondertekend in 1297.
Frankrijk nam het feitelijk gezag over in de Vlaamse steden en nam belangrijke edelen gevangen, onder wie graaf Gwijde van Dampierre en zijn zonen, Robrecht III van Vlaanderen en Willem van Dendermonde. De Franse koning stelde Jacques de Châtillon aan als landvoogd. In mei 1301 hield de Franse koning Filips IV een reeks van Blijde Intredes in de Vlaamse steden.

### Sociaal conflict
Tijdens het politieke conflict vormde zich ook een sociaal conflict tussen de Leliaards en de Liebaards. De Leliaards waren Vlaamse edelen en patriciërs trouw aan de Franse kroon. De Liebaards (later Klauwaards genaamd) bestonden voornamelijk uit de volksklasse van ambachtslieden, zij waren aanhangers van de Vlaamse graaf.
Er ontstond een grote sociale ongelijkheid. De Vlaamse patriciërs werden zeer rijk door de lakenhandel, maar ook ontstond er een grote armoede bij de ambachtslieden. Hoewel de ambachtslieden de uitvoerende kracht waren achter de rijke lakenhandel kregen zij weinig verloning of macht. De ambachtslieden zouden zich verenigen door de verschillende gilden, maar konden in praktijk weinig rechten opbouwen. Hierdoor geraakte het graafschap verdeeld in twee kampen en ontstond er een sociale strijd. Een populaire wever uit Brugge, Pieter de Coninck, kwam op voor de ambachtslieden en was een sterk publiek spreker. Onder zijn leiding ontstond er een opstand vanuit de ambachten tegen de Vlaamse patriciërs.

### Vlaamse Opstand
Naar aanleiding van de politieke en sociale onrust kwamen de Vlaamse steden in opstand tegenover de Franse aanwezigheid en de Vlaamse patriciërs. Zo ontstond in maart 1302 een opstand in Gent na een belastingverhoging. Als gevolg werden de Fransgezinde leliaards de stad uitgezet en grepen de Liebaards opnieuw de macht. De Franse landvoogd Jacques de Châtillon organiseerde zijn leger om Gent en Brugge weer in zijn greep te krijgen. Uiteindelijk gaf het Gentse stadsbestuur toe uit vrees voor represailles en zou Gent zich verder afzijdig houden.
Toen een Frans garnizoen Brugge bezette werd het in de nacht van 18 mei 1302 door de Liebaards massaal afgeslacht. Jacques de Châtillon kon op het nippertje ontsnappen. Later zou men deze nacht de Brugse Metten noemen. Toen werd het duidelijk voor de Vlaamsgezinde Liebaards dat een gewapend conflict onvermijdelijk zou worden. De kleinzoon en zoon van Gwijde van Dampierre, Willem van Gulik en Gwijde van Namen zouden het verzet organiseren. Zij stelden een leger samen bestaande uit ambachtslieden, boeren, samen met enkele stedelijke milities en ridders.

## Strijdmacht

### Franse leger
Het Franse leger bestond uit:

Het wapenschild van het Franse leger

- 2500 man adellijke cavalerie (schildknapen inbegrepen)
- 1000 kruisboogschutters
- 2000 piekeniers
- 3000 andere soldaten.

Onder de cavalerie bevonden zich 250 Brabantse ruiters, onder de kruisboogschutters en voetsoldaten vochten honderden Italiaanse en Spaanse rekruten. Het stond onder de leiding van Robert II van Artesië (Robrecht d'Artois). Dit leger was in aantal ongeveer even groot als de Vlaamse strijdmacht, maar kwalitatief was het veel sterker door het aantal gepantserde ruiters.

### Vlaamse leger
Het Vlaamse leger bestond uit:

Het wapenschild van het Vlaamse leger

- Brugge (volgens de Brugse stadsrekeningen tussen 2600 en 3700 krijgers, waaronder 320 kruisboogschutters) onder leiding van Willem van Gulik, bijgestaan door Hendrik van Lontzen.
- het Brugse ommeland van de kust (het Brugse Vrije), zo'n 2500 man geleid door Gwijde van Namen, zoon van Gwijde van Dampierre.
- Ieper; 500 man onder leiding van Phillipus Baelde en Pieter van Belle, en 500 man die in reserve werden gehouden onder bevel van Jan III van Renesse.
- "Oost-Vlaanderen", 2500 man, onder andere van Oudenaarde en Aalst (Rijks-Vlaanderen) en 700 uit Gent, geleid door Jan Borluut. Het stadsbestuur van Gent daarentegen had de kant gekozen van de Franse koning tegen de daar residerende graaf van Vlaanderen.

In totaal waren er zo'n 9000 man (in elk geval tussen 8500 en 11000, daarvan 2/3 uit Brugge) waarvan vermoedelijk slechts 350 ridders te paard. Er waren ook Brabantse troepen (de meesten wel aan Franse zijde), troepen uit Zeeland en troepen uit het graafschap Namen aanwezig die aan Vlaamse zijde meevochten.

## Verloop van de slag

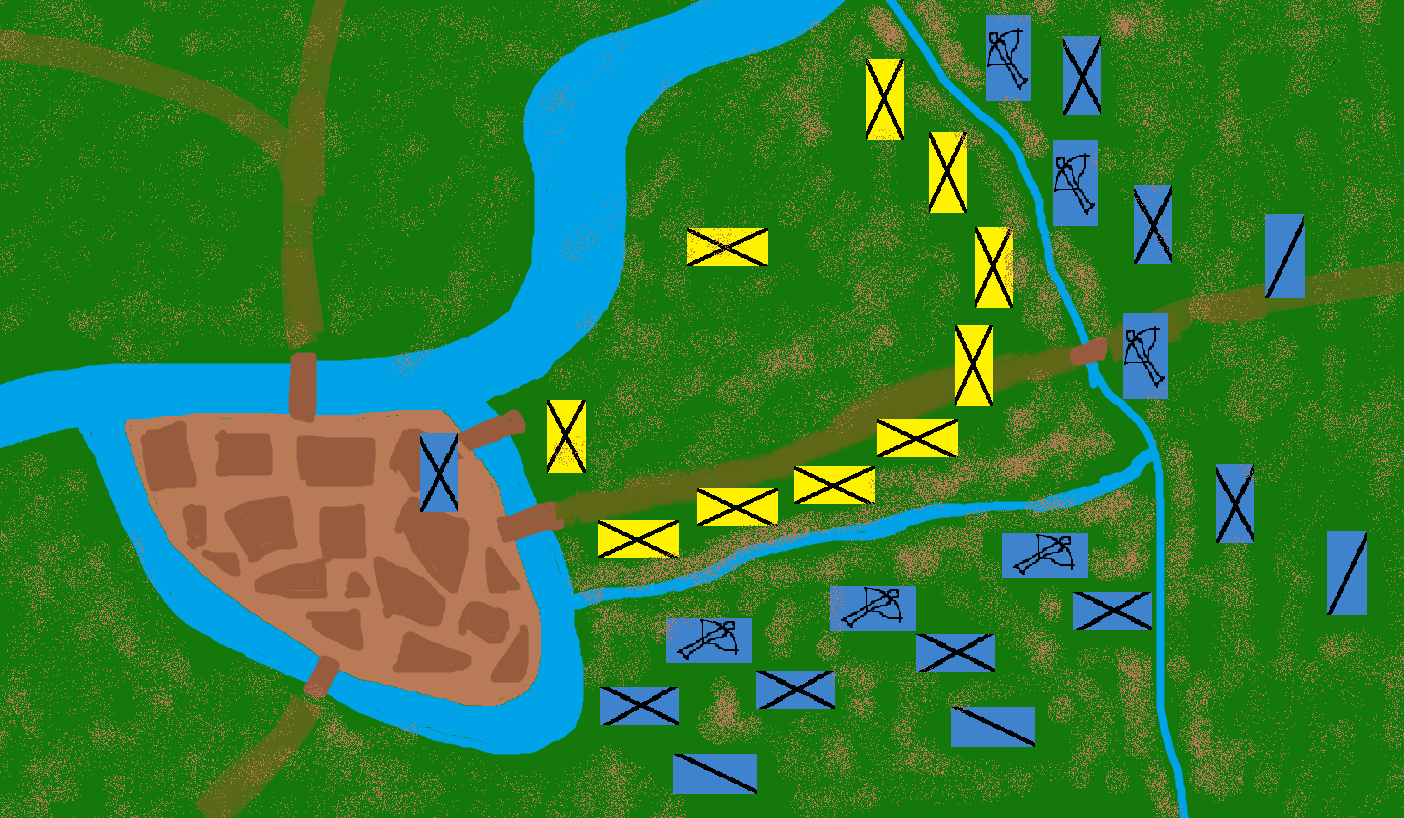
De opstellingen in de Guldensporenslag

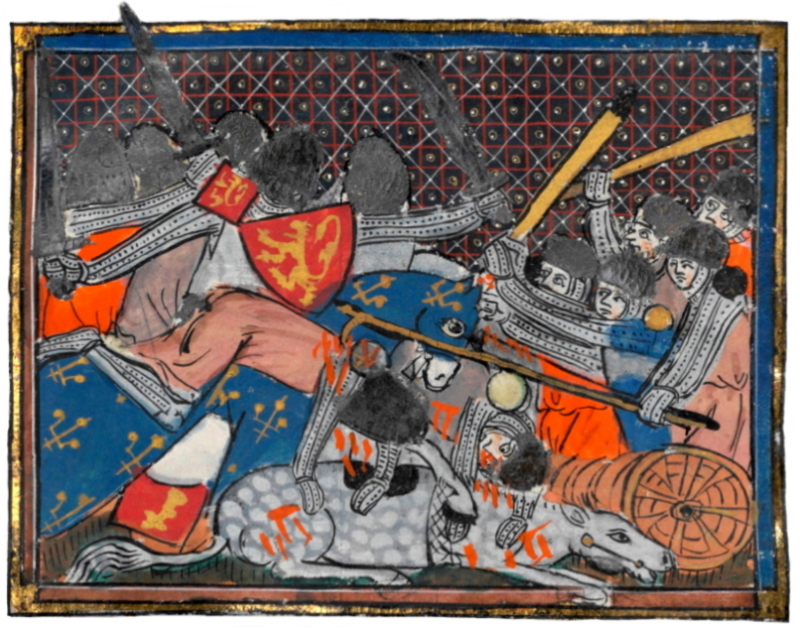
14e-eeuws miniatuur uit de Grandes Chroniques de France

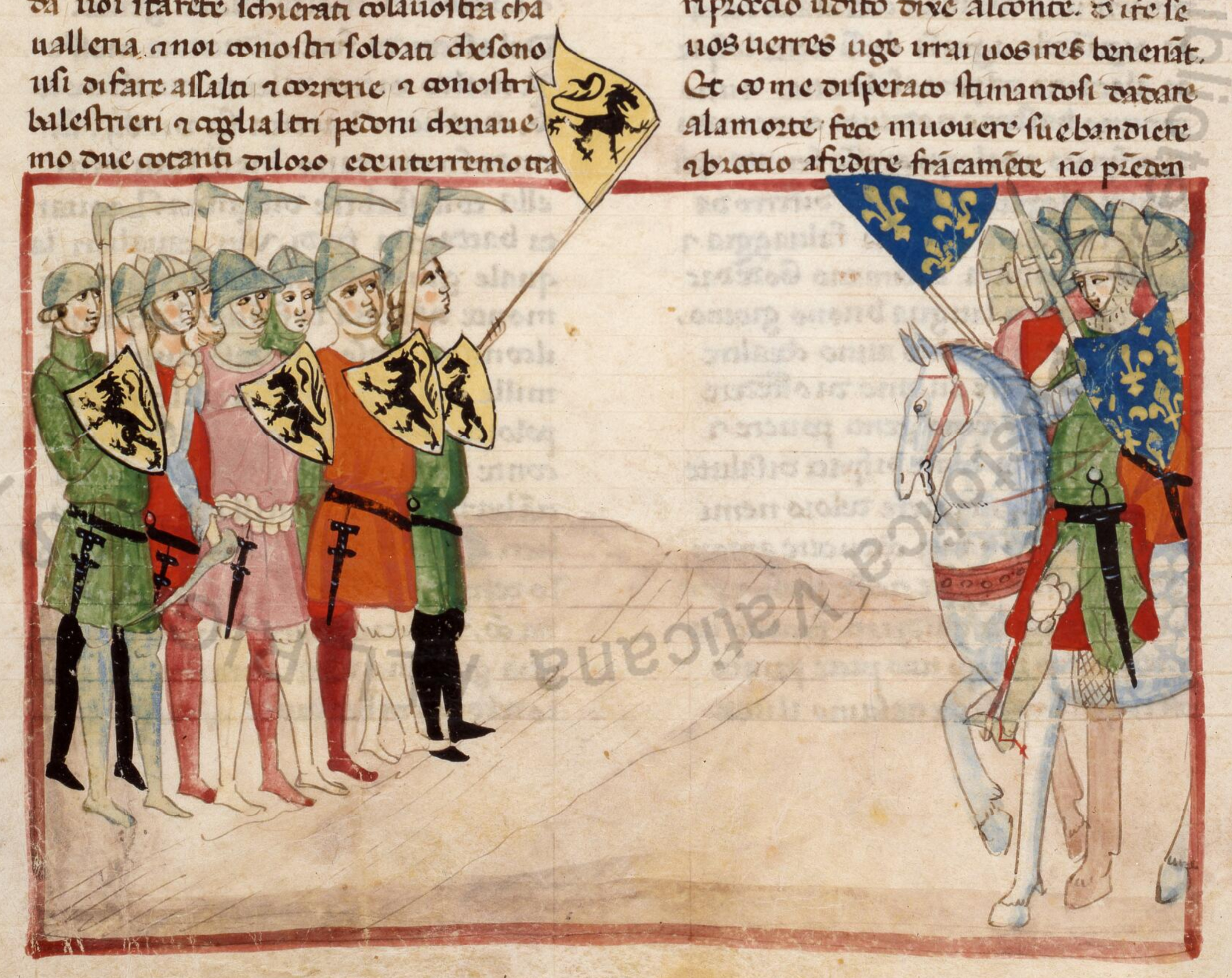
Vlaamse Infanterie bij de Guldensporenslag (bron: Nuova Cronica)

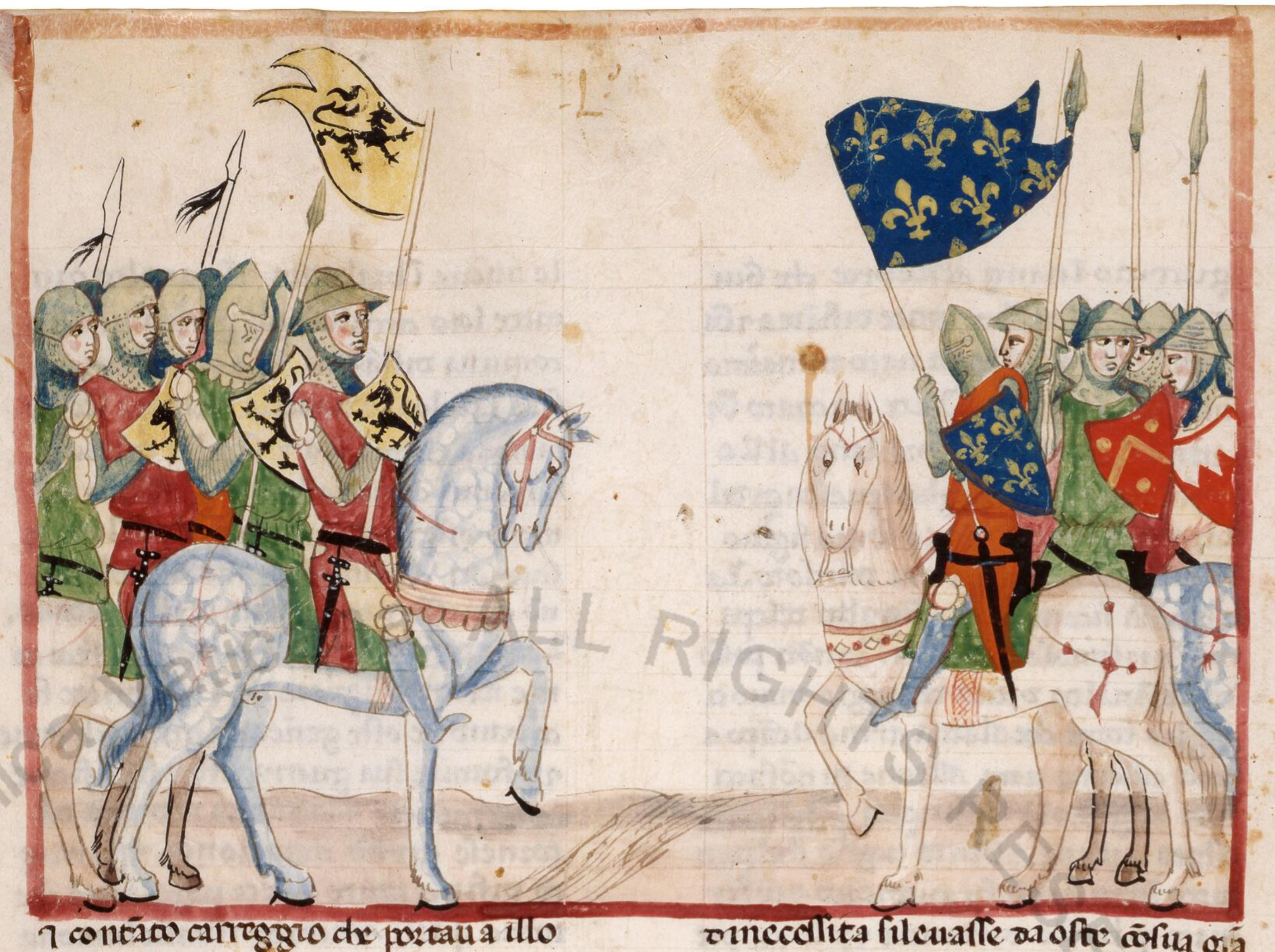
Vlaamse en Franse cavalerie (bron: Nuova Cronica)

Het Franse leger trok rond juni 1302 naar het graafschap Vlaanderen om de slachting in Brugge te wreken en Vlaanderen weer onder Franse controle te brengen. Op 8 juli kwam het leger aan in Kortrijk.
Het Vlaamse leger stelde zich op in een uitgerekte U-vorm achter de Grote Beek en de Groeningebeek, met aan zijn rechterkant de stad Kortrijk en achter zich de Leie, die daar een bocht maakte. Er werden drie vleugels opgesteld: de linkerflank, de "Oost-Vlamingen", (onder leiding van Gwijde van Namen), de rechterflank, de Bruggelingen en in het midden, bij de samenvloeiing van de Grote Beek en Groeningebeek (vlak bij de huidige Sint-Janskerk), de andere "West-Vlamingen". Het leger van Ieper (ongeveer 500 man) bewaakte de burcht van Kortrijk, waar zich nog een klein garnizoen met 334 Franse soldaten bevond. Het Zeeuwse reserveleger van Jan van Renesse werd achter de drie linies opgesteld. Dat moest in eerste instantie ervoor zorgen dat niemand week of wegvluchtte, en hen desnoods doden. Het bevel van de Vlaamse legerleiding luidde "Dood de vijanden. Sla vooral naar de paarden". "Vlaanderen ende Leu" is onze strijdkreet.
Hoewel er 350 Vlaamse ruiters waren, waarvan een aantal geleverd werd door Jan I van Namen, zoon van Gwijde van Dampierre, en enkele ingehuurde ridders uit de Maaskant en de Rijnstreek, vochten alle Vlaamse strijders te voet. Zelfs Willem van Gulik en Gwijde van Namen stegen van hun paard af, namen een goedendag en een piek en stelden zich op tussen hun krijgers. Alleen Jan van Renesse overschouwde vanop zijn paard het strijdgewoel vanuit de achterhoede.
Veel Vlaamse krijgers zonnen op wraak: boeren die zwaar geleden hadden onder de plundertochten van het Franse leger in 1297-1300; ridders, in het bijzonder Gwijde van Namen, met gevangen familieleden; Willem van Gulik wiens oudere broer gesneuveld was in 1297 nabij Veurne bij gevechten tussen het Engelse leger en de Fransen onder leiding van Robert van Artesië.
Robert van Artesië moest deze omgeving goed kennen, want hij was opgevoed in Kortrijk door zijn tante Beatrijs, de weduwe van Willem II van Vlaanderen, de oudere broer van Gwijde van Dampierre. Ook Rudolf van Nesle had hem gemaand tot voorzichtigheid en aangeraden de Vlamingen uit hun gunstige positie te lokken. Jean de Burlats, de aanvoerder van de Franse kruisboogschutters, stelde voor de hele dag de Vlaamse stellingen te bestoken. Ook Godevaart van Brabant, die zich onderscheidde in de Slag bij Woeringen in 1288, sloot zich aan bij deze mening en stelde dat de Vlamingen vermoeid en ontmoedigd zouden geraken. Robert van Artesië, met zijn reputatie van geduchte aanvoerder, was het daarmee oneens en stelde dat zijn leger de tegenstand gerust aankon, waarbij een beetje weerstand pas een uitdaging vormde.

Robert van Artesië liet daarop zijn troepen oprukken van de Pottelberg naar de Grote Beek en de Groeningebeek. Tegenover de Bruggelingen langs de Grote Beek stelden zich riddereenheden (bataelge) op, waaronder het Brabantse, en de kruisboogschutters van Jean de Burlats. De troepen van Rudolf van Nesle en Mathieu de Trie stonden tegenover de eenheden van het Brugse Vrije en andere West-Vlamingen. De eenheden uit het hertogdom Normandië, Picardië, graafschap Henegouwen, onder leiding van Jacob van Châtillon, Lorreinen (Lotharingen) en graafschap Champagne stonden langs de Groeningebeek, onder rechtstreeks bevel van Robert van Artesië. Hij hield zijn eigen troepen in reserve achter de eenheden uit Lorreinen.

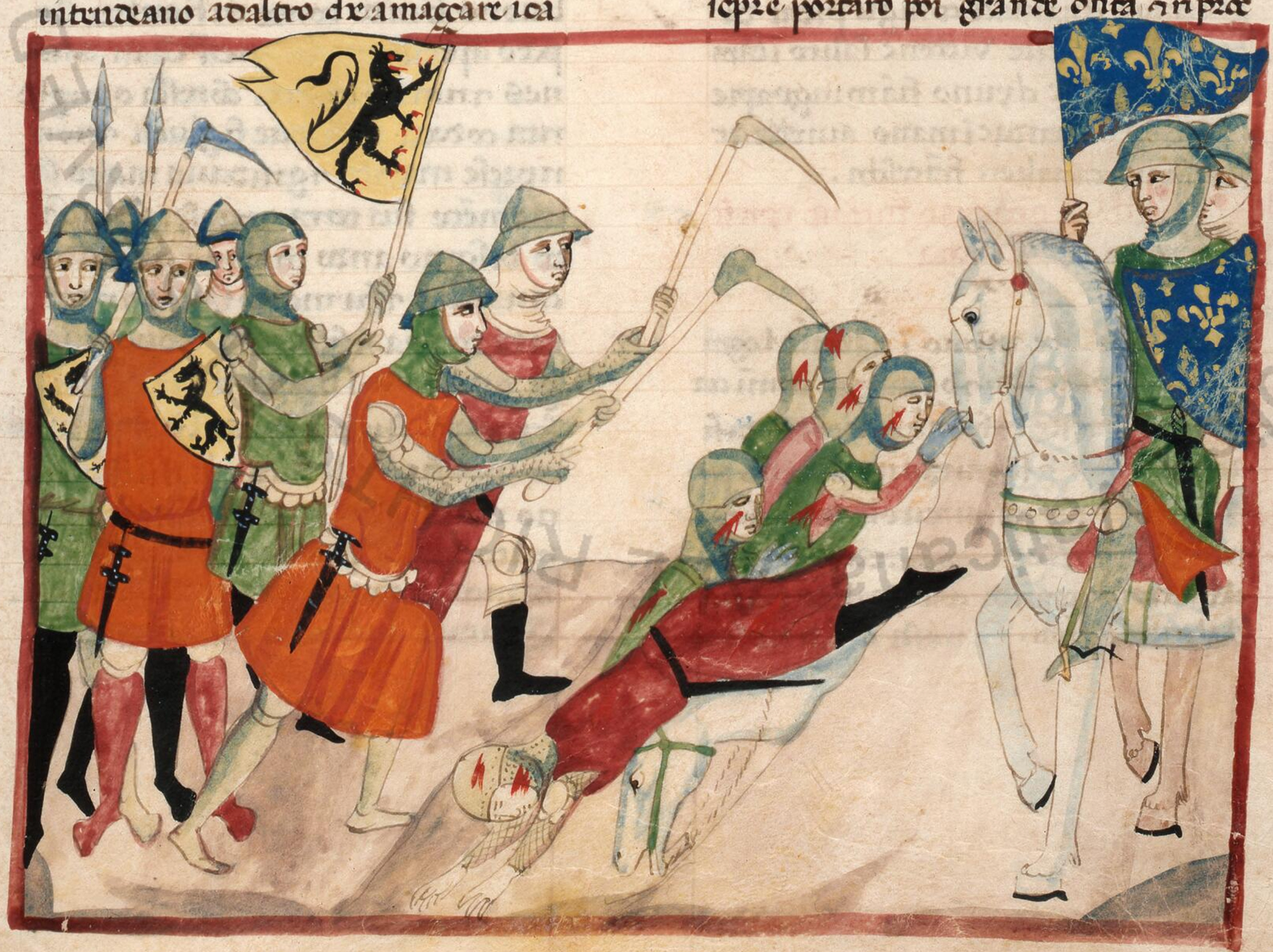
14e-eeuwse prent van de veldslag (bron: Nuova Cronica)

Rond de middag van 11 juli begon de strijd. Eerst werden er van beide zijden pijlen afgeschoten. De Vlaamse boogschutters raakten al snel door hun voorraad pijlen heen. Het omvangrijke Franse voetvolk (de bidauts) rukte op en stak de beide beken over en wierpen stenen en speren op de Vlaamse voorlinie. Deze werden opgevangen door de grote schilden en brachten geen ernstige verliezen aan bij de Vlamingen. Hierop rukten de Vlamingen op en dreigden het Franse voetvolk in de beek te drijven. Omdat dit de aanval van de ruiterij zou bemoeilijken, gaf Robert van Artesië het bevel tot terugtrekking van het voetvolk en de trompetten bliezen ten aanval. Onmiddellijk vielen de Franse ridders aan. Maar een deel van het voetvolk had het bevel niet gehoord. De mythe dat de Franse ridders hun eigen voetvolk hebben vertrapt, blijkt overdreven. De meesten hebben kunnen uitwijken naar de flanken. De linkervleugel, onder leiding van Rudolf van Nesle, snelde naar de Grote Beek, maar moest daar afremmen om over de drie meter brede beek te geraken. Nadat de meeste paarden de overkant hadden bereikt, was de aanloop te kort om een bres in de Vlaamse linies te kunnen maken.

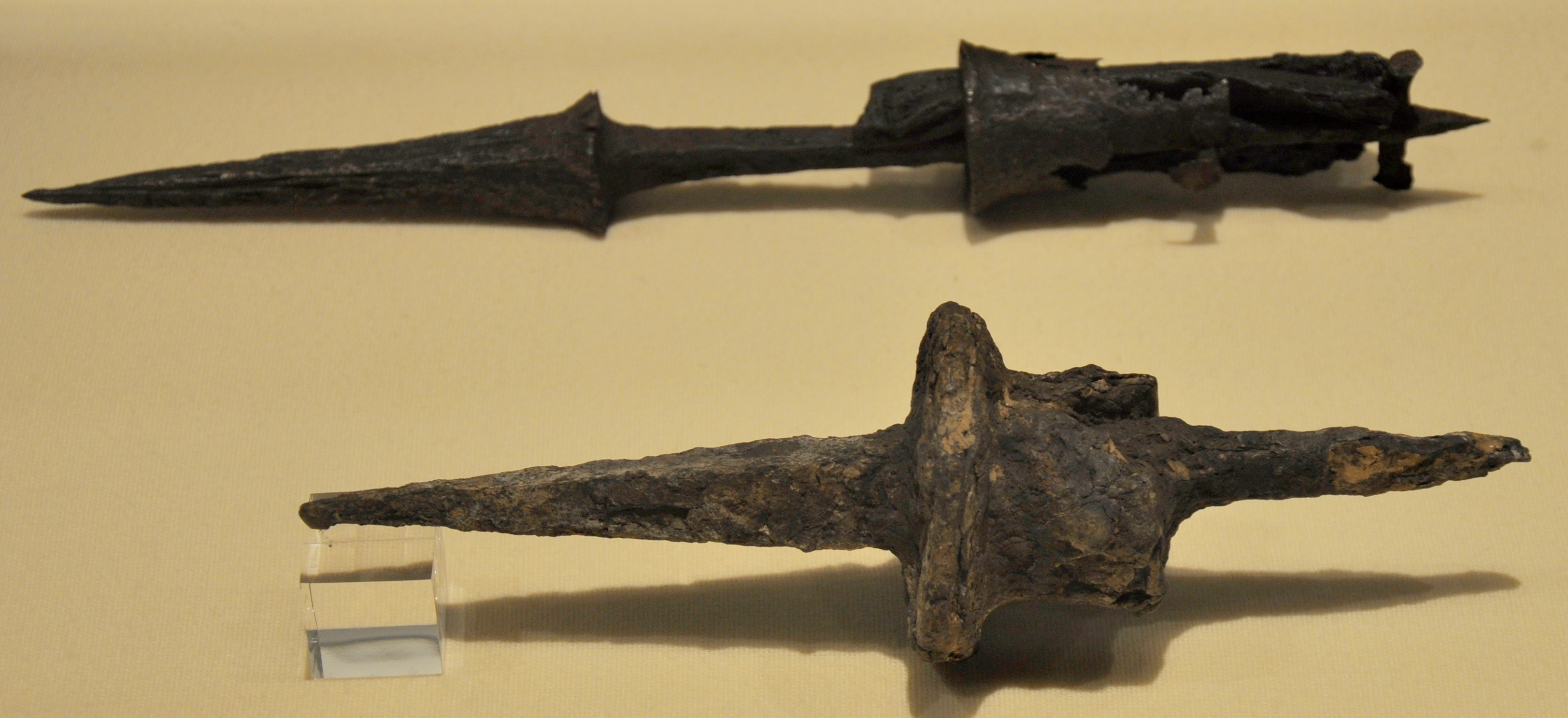
Resten van een goedendag (onder) en van een vermoedelijk langere piek (boven) in het museum Kortrijk 1302

Een charge van een dergelijke ridderschaar was een indrukwekkend schouwspel. Maar het is vooral een psychologische proef met de bedoeling de tegenstander op de vlucht te doen slaan. Maar ditmaal weken de Vlamingen niet. Een vernieuwing voor die tijd was dat veel voetvolk in deze slag uitgerust was met goedendags. Ze stonden in gesloten gelederen met naast zich telkens een man met een lans of een piek. De piek werd in de grond geplant en schuin naar voor gericht om de aanstormende paarden ten val te brengen. De goedendags sloegen dan toe om de paarden en de ridders te doden.
Het voetvolk behield zijn gesloten slagorde en ving met succes de ruiterij op. Er werd geslagen en gehakt op de paarden en de ruiters. Godevaart van Brabant probeerde een doorbraak te forceren, maar kwam ten val en sneuvelde. Nesle, de aanvoerder van de linkervleugel, werd eveneens gedood in deze eerste aanval. Nog veel andere Franse ruiters en edelknapen sneuvelden bij deze eerste aanval. Aan Vlaamse zijde werd de aanvoerder Willem van Gulik zwaar verwond door een pijl doorheen zijn maliënkolder en werd weggeleid uit de eerste linies. De aanval van de linkervleugel was tot staan gebracht. De Franse ruiters op hun stilstaand paard konden zich met hun zwaard niet verdedigen tegen het Vlaams voetvolk met hun lange pieken. Ze werden de een na de ander afgemaakt.

Het centrum van de Vlamingen, iets verder gelegen van de beken, kwam wel in problemen: de Franse ruiterij had daar een langere aanloop en brak hier en daar door de Vlaamse linies. Een aantal Vlamingen sloeg op de vlucht waarop de toestand kritiek werd. De kans bestond dan dat het Franse leger door de Vlaamse linies zou breken en dan andere Vlaamse troepen in de flank en in de rug zouden aanvallen. Het reserveleger van Jan van Renesse snelde ter hulp. Over de hele linie werd er op korte afstand strijd geleverd. De ruiterij was daardoor weinig slagkrachtig en werd afgeslacht. De troepen van Renesse stopten niet alleen de aanval, maar deden de Fransen wijken. De strijd werd in het voordeel van de Vlamingen beslecht nadat de Franse opperbevelhebber Robert II van Artesië sneuvelde toen hij met zijn reservetroepen, bestaande uit drie batailles, te hulp snelde. Hij werd door Willem van Saeftinghe, een lekenbroeder uit de abdij Ter Doest in Lissewege, van zijn strijdros geslagen en daarna door de Vlamingen met een goedendag gedood.

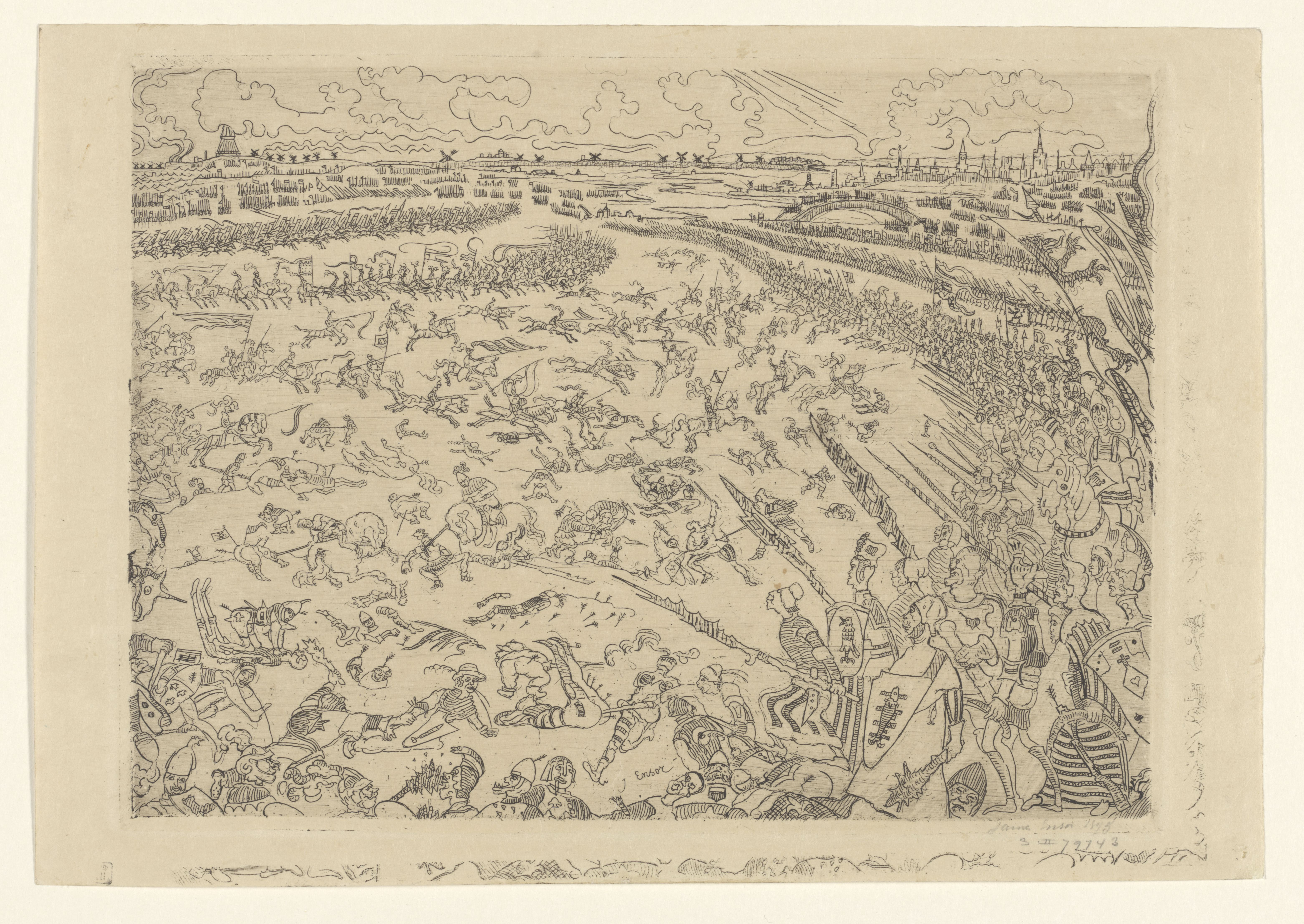
Tekening van James Ensor uit 1895

Aan de rechterzijde speelde zich eenzelfde scenario af. De Franse ruiters met de graven van Eu en van Aumale, Mathieu de Trie en Jacob van Châtillon konden wat dieper doordringen, maar hun aanval werd toch afgeslagen. De Franse ruiters werden ook hier een voor een afgemaakt met de goedendags. Waarschijnlijk kwam Châtillon hier om het leven, maar geen enkele kroniekschrijver vermeldt dit. Aan Vlaamse zijde onderscheidden zich, volgens Velthem, Boudewijn van Popperode, de burggraaf van Aalst, en de Zeeuws-Vlaming Willem van Boenhem.
Het Franse garnizoen van Kortrijk, onder leiding van de burggraaf Jan van Lens, probeerde nog een uitval met een aantal ridders, maar die werd door het leger van Ieper opgevangen en ze werden terug in het kasteel gedreven.
Het Franse voetvolk en de overgebleven ridders werden teruggedreven naar de beken. De ruiters stonden zo dicht op elkaar dat de achterste rijen in de beken werden gedreven door hun eigen mensen. Ten slotte probeerden ze te vluchten. Veel ridders te paard bleven door hun zware wapenrusting steken in de beken en werden er afgemaakt. De Vlamingen weigerden hun overgave te aanvaarden, tegen de gebruiken van de tijd in. Het werd een slachting: naast Robert van Artesië en Pierre Flote, raadgever van de Franse koning, sneuvelden zeven van de acht Franse aanvoerders.

Vooraf was onder de Vlamingen afgesproken geen gevangenen te maken en ook geen oorlogsbuit te verzamelen. Dit was voor deze tijd een uitzonderlijke instelling. Volgens de regels van de toenmalige oorlogsvoering werd een ridder, die van zijn paard geslagen was, gevangengenomen maar niet gedood. Gevangen ridders brachten immers losgeld op. Toen de Fransen zagen dat hun ridders werden afgeslacht, sloegen zij op de vlucht. Slechts op het einde werden enkele Franse ridders, onder wie Raoul de Grantcourt, gevangengenomen uit respect voor zijn dapperheid, en in bescherming genomen door een Vlaamse ridder. Hij werd door Willem van Gulik overgedragen aan de Gentenaar Jan Borluut, die dan het losgeld kon innen.

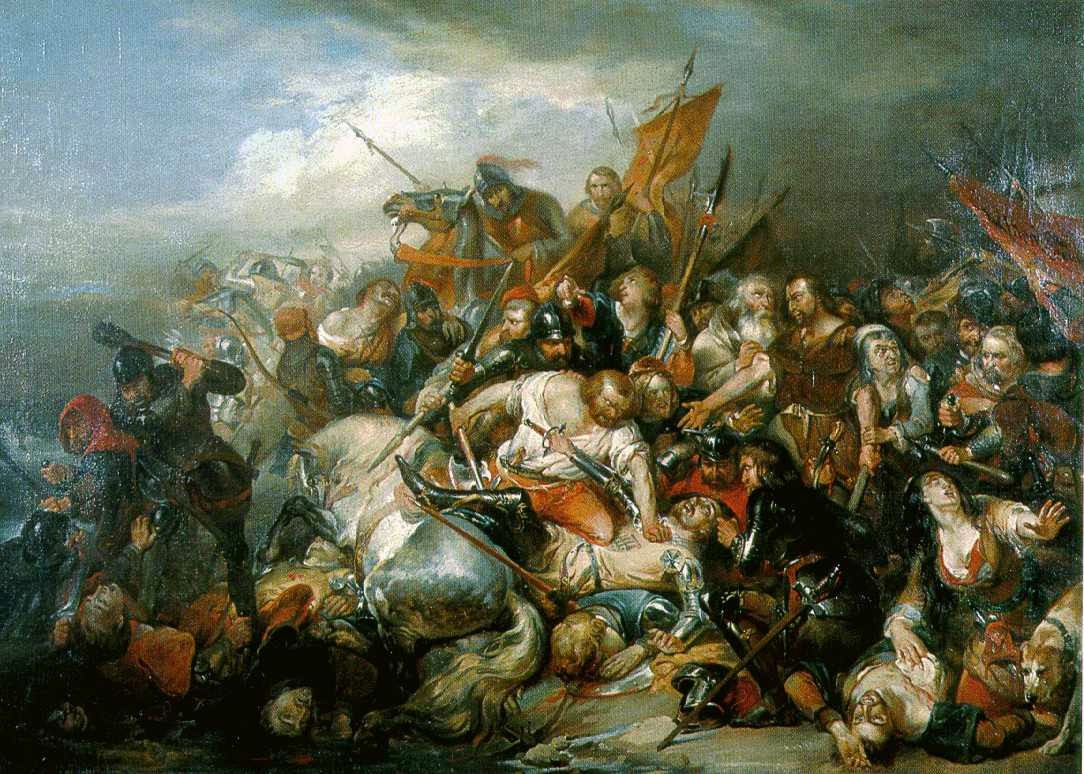
Willem van Saeftinghe doodt Robert II van Artesië (voorstudie door Nicaise De Keyser)

De laatste Franse reservetroepen, onder leiding van de  graaf Gwijde IV van Saint-Pol, de graaf van Boulogne, Robert VI van Auvergne en Louis van Clermont konden de beken niet meer oversteken omdat de Vlamingen er alweer klaar stonden in gesloten gelederen. Maar ze vielen niet meer aan. De Bruggelingen zagen dit, staken de Grote Beek over en vielen de Franse ruiters aan. Sommigen, onder leiding van Jean le Brun de Brunembert verdedigden zich maar werden afgemaakt. De rest sloeg op de vlucht. Velen werd de pas afgesneden en zij werden gedood. Anderen, zoals de leliaard Willem van Mosscher, werden tot aan hun kamp aan de Pottelberg achtervolgd en daar afgemaakt. Sommige Brabantse ridders die onder de Godevaart aan de zijde van de Fransen hadden meegevochten, probeerden nog hun leven te redden door te roepen "Vlaanderen ende Leu", maar Gwijde van Namen beval ze allen te doden. Hun lijken werden verminkt.
De overgebleven Fransen vluchtten nu in paniek. Velthem beschreef dat ze gevolgd werden tot tien kilometer van het slagveld. Ze werden opgejaagd tot Dottenijs, Zwevegem en Sint-Denijs met nog talrijke doden, zowel voetvolk als ruiters, tot gevolg. De poorten van Doornik werden gesloten, zodat de Fransen er geen toevlucht konden zoeken. Graaf Guy de Saint-Pol moest in de nabijgelegen Sint-Niklaasabdij overnachten.

## Overwinning

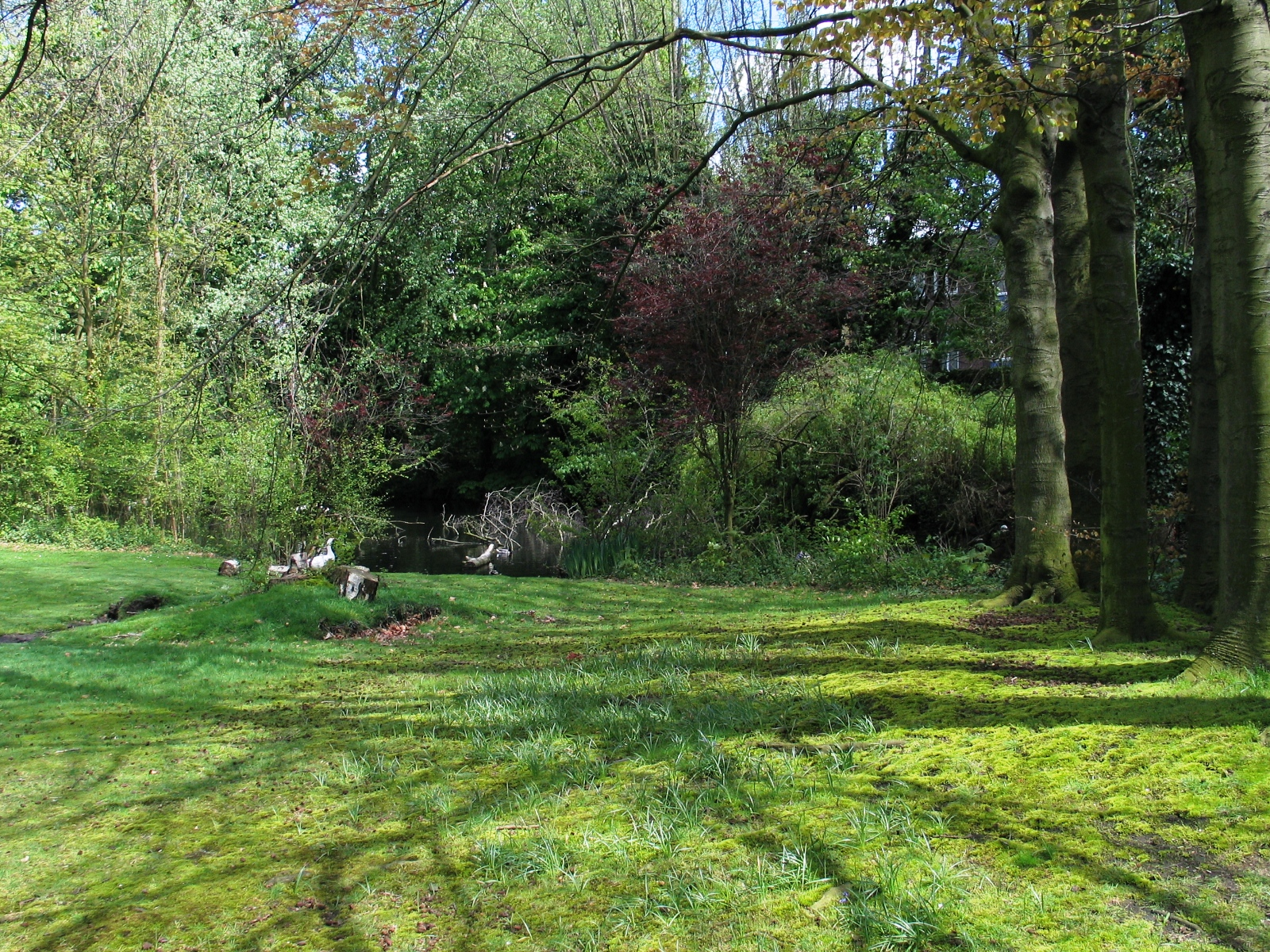
Het enige stuk Groeningebeek dat nog rest in Kortrijk, op privéterrein (2005)

In die tijd gold diegene die op het slagveld overnachtte, als de winnaar. De Abdij van Ename leverde broden voor de hongerige strijders. De volgende dag werd het verbod de lijken te plunderen opgeheven. De Vlamingen vonden op het slagveld – volgens de versie van Hendrik Conscience – minstens vijfhonderd vergulde sporen, vandaar de (moderne) naam van de slag. Alleen adellijke ridders konden zich de aankoop van vergulde sporen veroorloven. Andere ruiters droegen gewone ijzeren of verzilverde sporen. Dat er tot in 1382 een 500 paar gulden sporen in de Onze-Lieve-Vrouwekerk in Kortrijk hangen, samen met de buitgemaakte banieren en wimpels, zoals de chroniqueur Jean Froissart beweert, wordt sinds 2002 tegengesproken door archeoloog Philippe Despriet. Hij concludeert dat kronieken, archieven en bodemvondsten de aanwezigheid van de riddersporen in en om het slagveld bevestigen. Maar, 'werden ze als oorlogstrofee nadien in een Kortrijkse kerk gehangen, dan zal hun aanwezigheid daar alvast van korte duur geweest zijn, gezien de herhaalde Franse militaire bezettingen van kerk en kasteel vanaf 1304. Het verhaal van de 'gulden' sporen werd aan het eind van de 14e eeuw in de kringen van het Franse koningshuis en zijn bondgenoten nieuw leven ingeblazen om een grove schending tegen de mensheid (brand en verwoesting van de stad op 18 december 1383) bij de publieke opinie goed te praten. Hierop inspelend liet het Onze Lieve Vrouwekapittel in haar kerk tientallen sporen ophangen, waardoor de legende in het collectieve geheugen bekend bleef.' De sporen werden in die zin al lang voor de Slag bij Westrozebeke in 1382 tentoongesteld in de kathedraal van Saint-Denis.
Het naakte lijk van Robert van Artesië bleef drie dagen op het slagveld liggen. Het lijk werd gevonden door een minderbroeder uit Atrecht, die het begroef in het nabije klooster van Groeninge. Hij had dertig verwondingen vastgesteld aan het lijk. Zelfs de tong was uit de mond gesneden. Met Kerstmis 1304 werd Robert van Artesië plechtig begraven in de cisterciënzerabdij van Maubuisson door zijn dochter Mahaut.

### Gesneuvelden aan Franse zijde
- Robert II van Artesië, kleinzoon van de Franse koning Lodewijk VIII, aanvoerder van het koninklijke leger
- Rudolf van Nesle, connétable van Frankrijk
- diens broer Guy Ier de Clermont de Nesle, maarschalk van Frankrijk
- Simon de Melun, maarschalk van Frankrijk
- Godevaart van Brabant, oom van hertog Jan II van Brabant (die hoopte om na de overwinning, met Franse steun zijn neef Jan II van Brabant van de troon te stoten)
- Jean de Burlats, grootmeester van de kruisboogschutters
- Renaud de Trie
- Jan I van Aumale, graaf van Aumale
- Jan II van Eu, graaf van Eu
- Robert de Tancarville
- Pierre Flote, juridisch adviseur van koning Filips de Schone
- Jacob van Châtillon, landvoogd van Vlaanderen
- Jan, graaf van Oostervant, de oudste zoon van Jan II van Avesnes, graaf van Henegouwen

De Franse adel verloor een zestigtal baronnen en heren, honderden ridders en meer dan duizend schildknapen. Ook de Franse tros viel in Vlaamse handen.

## Historische bronnen

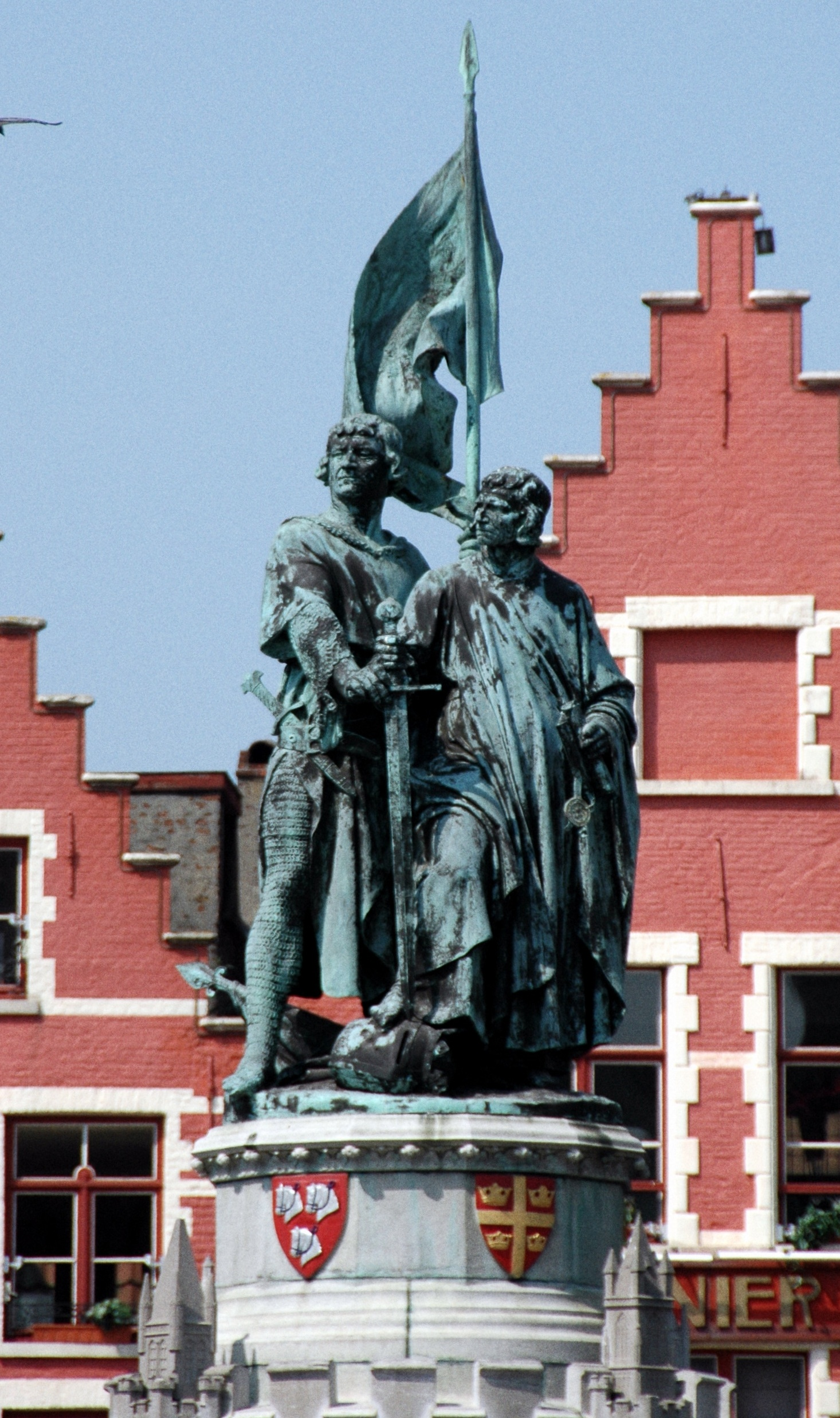
Standbeeld van Jan Breydel en Pieter de Coninck op de Grote Markt van Brugge als symbool van de Vlaamse volksopstand

De veldslag heeft zeer veel aandacht gekregen van 14e-eeuwse kroniekschrijvers. Er zijn ten minste vijftien eigentijdse kronieken bekend die hem beschrijven, al was vermoedelijk geen van de auteurs ooggetuige. Henri Pirenne merkte als eerste op dat er belangrijke verschillen zijn naargelang een Fransman of Vlaming de pen vasthield: de eersten beklemtoonden dat de ruiters geen snelheid konden ontwikkelen door het terrein, terwijl de tweeden de vaardigheid en moed van het Vlaamse voetvolk naar voren haalden. Daarnaast bestaan er ook een viertal externe bronnen van betekenis: de Steirische Reimchronik (), Johannes van Winterthur (), Willem Procurator en Giovanni Villani. De Florentijn beschreef de veldslag rond 1340 in zijn Historie Fiorentine. Hij was aanwezig in Vlaanderen als agent van het machtig huis der Peruzzi's in Florence, waarschijnlijk om de boeten te innen, opgelegd door het Verdrag van Athis-sur-Orge in 1305. Hij heeft misprijzen voor de Vlaamse ambachtslieden. Hij noemt ze 'konijnen gevuld met boter' (Conigli pieni di burro), het laagste gespuis dat slechts denkt aan eten en drinken. Maar hij heeft evenmin goede woorden voor Filips de Schone of de Dampierres. Hij noemt deze veldslag een "onmogelijke gebeurtenis" (= een straf van God).
Een goede bron aan Franse zijde is Guillaume Guiart, die meevocht in de Slag bij Pevelenberg en de oudste vermelding van de goedendag gaf. Voorts is er onder meer de Chronique artésienne (ca. 1304), de Chronique rimée van Geoffroi de Paris (ca. 1314-1317) en wat later de Chronicon van Gilles Li Muisit uit Doornik.
Een uitvoerige beschrijving van de gebeurtenissen in ongeveer 1200 Middelnederlandse verzen werd vanaf 1315 gegeven door de Brabantse geestelijke Lodewijk van Velthem in het vierde boek van het vijfde deel van de Spiegel Historiael. Dit werk werd eind dertiende eeuw begonnen door de Damse dichter Jacob van Maerlant, bijgestaan door de lokale klerk Filip Utenbroeke. Aan de hand van computationele stylometrie (de studie van linguïstische stijl in tekst, waardoor men het auteurschap kan toewijzen bij betwiste teksten) wordt betwijfeld of hij de oorspronkelijke auteur is van deze teksten over de Guldensporenslag. Het is goed mogelijk dat hij een eerdere bron heeft gebruikt en bewerkt zonder de auteur te vernoemen. In die tijden werd geen belang gehecht aan auteursrecht of plagiaat. Lodewijk van Velthem wijst er trouwens op dat voor het vierde boek ook ooggetuigenverklaringen werden gebruikt. Dit draagt bij tot de authenticiteit van zijn verslag. Anderzijds werden er in Frankrijk verschillende teksten geschreven waarin er werd gereageerd op de "leugens" in de Vlaamse teksten om aldus hun nederlaag wat te verbloemen.
Een andere eigentijdse bron, geschreven in de periode tussen 1308 en 1311, zijn de Annales Gandenses van een anonieme auteur die zich een "Gentse minderbroeder" noemt. Deze annalen behandelen met een grote zin voor nauwkeurigheid de periode 1297-1310, met hierin belangrijke gebeurtenissen zoals de Brugse Metten (18 mei 1302), de Guldensporenslag (11 juli 1302), de Slag bij Pevelenberg (18 augustus 1304) en de Slag bij Zierikzee (10-11 augustus 1304). Er zijn van de Annalen vier kopieën bekend. Deze minderbroeder was waarschijnlijk een rechtstreekse getuige van deze gebeurtenissen omdat minderbroeders vaak aanwezig waren op het slagveld. Jacobus Meyerus schreef voor zijn Historiae een levendig, volgens de humanistische conventies gesteld verslag van de 'Slag bij Kortrijk' uit 1302.

## Gevolgen

### Militair-strategische gevolgen
Zeven dagen later werd paus Bonifatius VIII 's nachts te Rome gewekt om hem mee te delen dat voor de eerste maal in de geschiedenis een leger van bijna uitsluitend voetvolk een leger van ridders had verslagen. Dit is echter overdreven, aangezien een gelijkaardige situatie zich voordeed in 1227 in de Slag bij Ane. Deze overwinning op het sterkste ridderleger van Europa door voetvolk betekende het begin van het einde voor ridders als militaire kaste. Dit had ook sociale effecten in heel Europa. In de 13de en 14de eeuw werden meerdere conflicten tussen adel en opkomende burgerijen uitgevochten. Een eerder wapenfeit, hoewel op kleinere schaal, vond plaats in Noord-Nederland als de Slag bij Ane in 1227, waarin Drentse boeren het leger van de bisschop van Utrecht versloegen. Later in die eeuw volgden de overwinningen van het infanterieleger van het Zwitserse Eedgenootschap in 1291, op het Habsburgse ridderleger. In 1297 versloegen Schotten onder William Wallace een Engels ridderleger bij Stirling, en in 1314 onder Robert Bruce bij Bannockburn. In 1345 versloegen Friese boeren een Hollands-Henegouws ridderleger onder graaf Willem IV dat met een invasie Friesland wilde bezetten, in de Slag bij Warns, eigenlijk bij Stavoren. In 1346, in de Slag bij Crécy werd een Frans ridderleger opnieuw gedecimeerd, ditmaal door het vernuftig inzetten van Engelse boogschutters.

### Onafhankelijke status van de Vlaamse steden
Vlaanderen herwon zijn zelfstandigheid van vroeger. Dagen na de slag vielen de kastelen van Kortrijk en Kassel en de steden Dowaai, Kassel, Rijsel en Dendermonde in handen van de Vlamingen, Vlaanderen won met aanzienlijke verliezen de Slag bij Arke in 1303, werd in 1304 bij de Slag bij Zierikzee verslagen door de Frans-Hollandse vloot en nadat de Slag bij Pevelenberg onbeslist was geëindigd, werd Vlaanderen tijdens de onderhandelingen tot zware toegevingen gedwongen (het Verdrag van Athis-sur-Orge). De graaf van Vlaanderen bleef onafhankelijker dan de andere Franse leenmannen, maar de Franse koning verstevigde zijn gezag en de graaf boette een deel van oude verworvenheden in en er werd een zware financiële boete opgelegd aan de inwoners van het graafschap. Vlaanderen bleef zich verzetten in de 14e eeuw onder andere met de Opstand van Kust-Vlaanderen (1323-1328) beëindigd met de verloren Slag bij Kassel en de Gentse Opstand van 1337-1349 tegen het koninklijk en maar ook tegen het grafelijk gezag.
Het is pas tijdens de Bourgondische overheersing (1384 tot 1482) en de Honderdjarige Oorlog (1337 tot 1453) tussen de Engelse en Franse koninkrijken dat het graafschap Vlaanderen uit het Frans koninklijk leenverband werd gelicht, wat een definitief formeel beslag vond tijdens Habsburgse Nederlanden onder keizer Karel V in 1529 met de Damesvrede van Kamerijk.

## Herkomst naamgeving
De benaming 'Guldensporenslag' zou pas 17de eeuw gebruikt worden. De naam zou mogelijks verwijzen naar de vergulde sporen die teruggevonden werden op het slagveld. Aanvankelijk werd de veldslag benoemd als de slag bij Kortrijk of de slag van Groeninge. Jean Froissart was omstreeks 1390 de eerste die vertelde over de aanwezigheid van 500 vergulde sporen in de Onze-Lieve-Vrouwekerk. Door een vertaling uit 1785 werd dit de "Slag der vergulde Sporen". Vanaf dan kwam deze benaming courant voor. De definitieve doorbraak kwam er in 1838 door Hendrik Conscience, wiens boek De Leeuw van Vlaanderen als ondertitel "De Slag der Gulden Sporen" droeg. Hierna vond de benaming "Guldensporenslag" algemeen haar ingang.

## Nationalistisch karakter

### Belgische identiteit

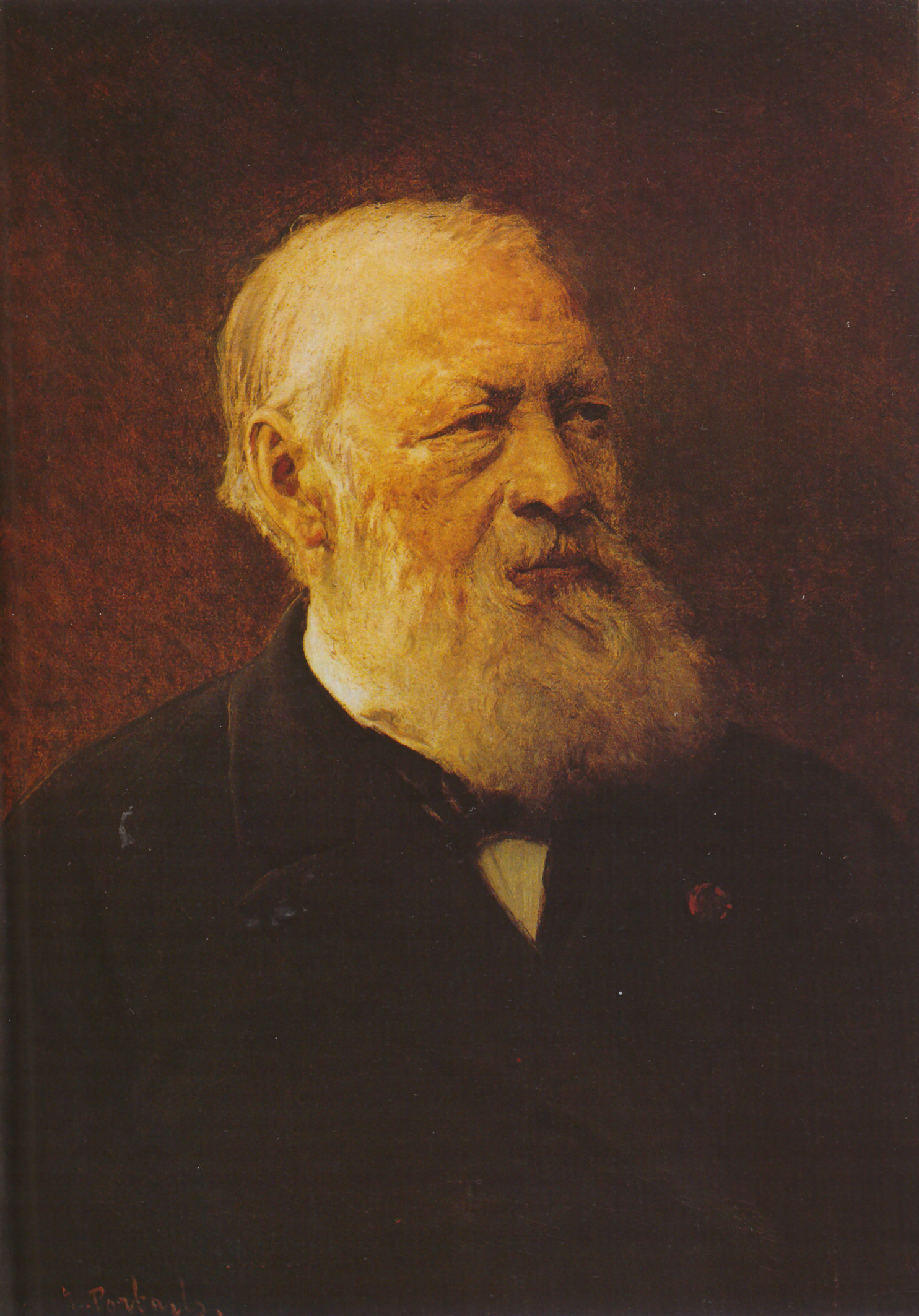
Hendrik Conscience de auteur van de roman: De Leeuw van Vlaanderen

In 1838 schreef Hendrik Conscience de roman De Leeuw van Vlaanderen. Dit boek leverde een belangrijke bijdrage tot de grotere bekendheid van de Guldensporenslag bij het grote publiek. Nochtans schetst het werk een zeer geromantiseerd beeld van de strijd en inmiddels zijn via historisch onderzoek bepaalde elementen uit het boek foutief gebleken. Zo wordt het belang en de aanwezigheid van Jan Breydel uitvergroot. Aanvankelijk schreef Conscience het boek om het Belgisch nationalisme aan te wakkeren. In het bekende 'Voorwoord' van het boek vraagt Conscience respect voor de Nederlandse taal en voor de Vlamingen binnen de Belgische staat, 'die men niet tot Walen mag maken.' Hoewel Conscience als Belgische patriot zelf had meegestreden in de Belgische Revolutie (zie ook zijn boek 'De Omwenteling van 1830'), klaagde hij de achterstelling van de Vlamingen aan. De feestelijkheden ter gelegenheid van de 600e verjaardag van de slag in 1902 waren zowel een Belgische als Vlaamse aangelegenheid. Zo'n 467 groepen uit alle hoeken van België namen deel aan het evenement. Op die manier zouden aanvankelijk ook de Franstalige Belgen zich identificeren met de Guldensporenslag omdat het België zou onderscheiden van het dominante Frankrijk.

### Vlaamse identiteit

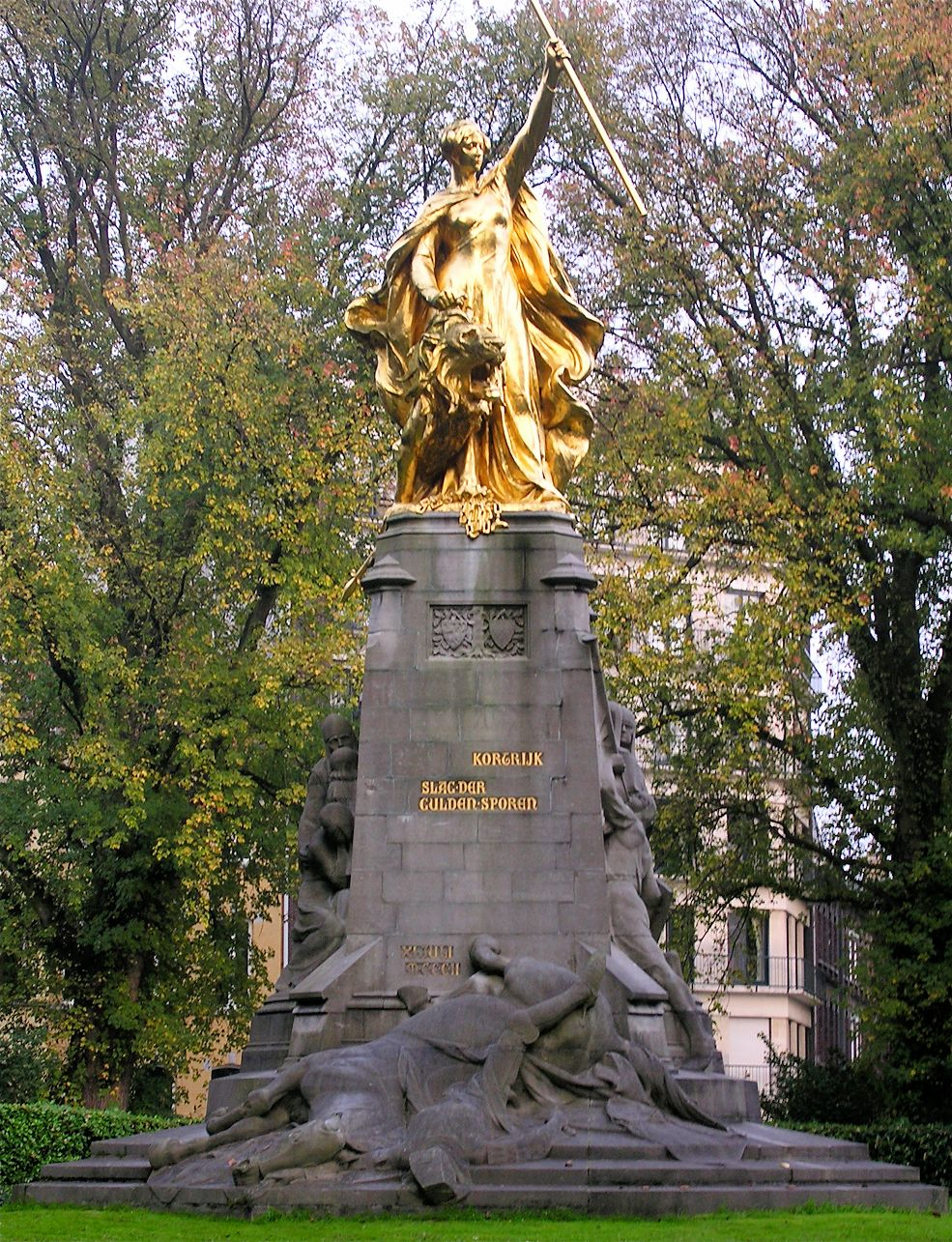
Het Groeningemonument naar aanleiding van de 600ste verjaardag van de Guldensporenslag

Door de opkomst van de Vlaamse beweging evolueerde de Guldensporenslag naar een uitsluitend symbool van Vlaamse identiteit. Tot op vandaag geldt in vele Vlaams-nationalistische kringen de Guldensporenslag als symbool voor de taalstrijd tussen Vlamingen en Franstaligen, wat echter foutief is. Nochtans stonden in 1302 de troepen van het graafschap Namen, nu in Wallonië gelegen, aan de Vlaamse kant. Omgekeerd vocht een groep Brabantse ridders aan Franse kant. Hoewel hertog Jan II van Brabant zich afzijdig hield, leidde zijn oom Godevaart een Brabantse militie van 250 ruiters binnen het Franse leger. Arnold V van Loon, graaf van Loon (het gebied dat overeenstemt met huidig Belgisch Limburg) verkoos een ommetje te maken langs hertog Jan II van Brabant en was samen met de opgeroepen troepenmacht van het graafschap Loon niet aanwezig. Enkel Willem en Jan Van Pietersheim, leenmannen van de graaf van Loon, namen als huurlingen deel aan de Guldensporenslag. Het Groeningemonument van de hand van de beeldhouwer Godefroid Devreese, dat oorspronkelijk in 1902 zou ingehuldigd worden, was pas vier jaar later klaar en werd op 5 augustus 1906 plechtig onthuld. In 1902 was er alleen een proefbeeld te zien. De Groeningepoort werd in 1908 in Ardense steen opgetrokken en draagt als opschrift '1302 – Groeningheveld'.
Pas na de Tweede Wereldoorlog kreeg de datum gaandeweg een exclusief Vlaamse betekenis. De animositeit nam toe in het begin van de jaren zestig, toen de taalgrens vastgelegd werd. Uiteindelijk zou de Vlaamse Gemeenschap in 1973 11 juli als officiële Feestdag van Vlaanderen uitroepen.

## Kritiek
Mede door de roman van Hendrik Conscience kreeg de Guldensporenslag en de Vlaamse Opstand in latere jaren een romantische betekenis in Vlaams-nationalistische kringen. Door de uitzending van Het verhaal van Vlaanderen over de Guldensporenslag ontstond er een debat onder historici over het feitelijke belang van de veldslag. Sommige historici vinden de slag zeer belangrijk en vinden de Guldensporenslag "geen detail in de geschiedenis", anderen noemen het "slechts een fase".